# Лизоркина, Марина Сергеевна
Мари́на Серге́евна Лизо́ркина (род. 9 июня 1983, Москва, СССР) — российская художница и певица. Бывшая солистка группы Serebro.

## Биография
Родилась в Москве. В возрасте трёх лет переехала с родителями в Крым. С 6 до 10 лет училась в детской музыкальной школе города Судак. Позже вернулась в Москву. Пела в хоре им. Струве. Окончила музыкальную школу по классу фортепиано. В 16 лет поступила в Институт современного искусства (ИСИ) на эстрадный факультет. Выпускница Эстрадно-джазовой академии, солистка группы «Формула», исполнительница вокальных партий Виолетты в саундтреке к телесериалу «Обречённая стать звездой». Участвовала в других музыкальных проектах. Записала совместный сингл с группой «Братья наличные», а также собственный сингл «Стоп», попавший в лидирующие позиции в чартах R’n’B и хип-хоп. В период с 1999 по 2004 год писала песни для различных поп-исполнителей. Также записывала бэк-вокал для некоторых известных исполнителей, например, для Инны Маликовой.

### Участие в группе «Серебро»
В 2006 году подписала контракт с продюсерским центром Максима Фадеева для участия в группе Serebro, в составе которой заняла 3-е место на международном конкурсе «Евровидение-2007». В марте 2009 года у Лизоркиной состоялась выставка — презентация картин «Сансара» в арт-кафе Степана Михалкова Bubbles, на которой были представлены картины, написанные в стиле сюрреализм. Лизоркиной поступило предложение выставиться в серьёзной галерее с персональной выставкой, и она решила покинуть коллектив, чтобы заняться карьерой художника.

### Карьера художника
19 ноября 2009 года в Москве состоялась первая серьёзная персональная выставка Лизоркиной.
В последующие несколько лет экспериментировала с техниками и стилями.
17 марта 2011 года состоялась третья персональная выставка Лизоркиной, на которой представила серию своих новых работ под названием «Blossom».
В 2014-м года Лизоркина приняла участие в арт-коллаборации Artbusters, организованной галереей Tribeca Art Factory в Нью-Йорке.
Лизоркина является создателем «лепестковой» техники, которая позволяет создавать картины — инсталляции, меняющие цвет и изображение в зависимости от ракурса просмотра.
В 2017-м году в Нью-Йорке в арт-пространстве Unruly Collective состоялась презентация авторской лепестковой техники Марины Лизоркиной. На мероприятии были представлены 8 работ в вышеупомянутой технике.
С 2017 года сотрудничает с галереей Полины Аскери ArtOnline24.
С 2019 по 2021 резидент галереи современного искусства Bisart Gallery в арт-кластере Винзавод.
21 апреля 2022 года в галерее современного искусства «Вместе» состоялась персональная выставка Проект «Мысль как искусство».
Осенью 2022 года в галерее «Вместе» прошла очередная персональная выставка APES, на которой были представлены восемь работ в лепестковой технике.
24 февраля 2023 года состоялась выставка «Память в камне» на фестивале документального кино «aRTel.doc: Время героев».

## Дискография

### Альбом
- 2006 — Обреченная стать звездой

### Синглы
Сольно
- Стоп
- Анализируй это (при уч. Братья Наличные)

В составе группы Формула
- На полчаса
- Лето
- Пароход
- Амстердам

В составе группы Serebro
- Song#1/Песня № 1
- Дыши
- Опиум
- Скажи, не молчи
- Dirty Kiss/Грязный поцелуй
- Whats your problem/В чём твоя проблема
- Why/Почему
- Sound Sleep/Здоровый сон
- Never be good/Никогда не будь хорошим
- Under pressure/Под давлением

### Альбом
- 2009 — ОпиумRoz